# 203/50 Mod. 1924
Il 203/50 Mod. 1924 era un cannone navale realizzato dall'italiana Ansaldo, impiegato dalla Regia Marina sugli incrociatori pesanti classe Trento. Una torretta binata di riserva fu impiegata per la difesa costiera dalla MILMART.

## Storia
Fino alla prima guerra mondiale la Regia Marina aveva utilizzato principalmente cannoni di concezione e produzione estera, per la maggior parte inglese. Dopo la Grande Guerra si decise di ricorrere ad armi di produzione nazionale. Il ritardo italiano nel settore era notevole ed all'industria venne chiesto un enorme sforzo tecnologico. La produzione interessò tutti i calibri. Per gli incrociatori pesanti classe Trento agli inizi degli anni venti venne sviluppato il cannone 203/50 A. Mod. 1924, dove la "A" indica l'azienda produttrice Ansaldo. L'arma, pur particolarmente leggera, non fu riuscitissima, in particolare per l'alta dispersione dei colpi dovuta all'installazione binata su culla singola. Difatti l'arma, entrata in servizio nel 1928, equipaggiò solo le 4 torrette binate del Trento e del Trieste, mentre per la classe Zara venne sviluppato l'impianto da 203/53 Mod. 1927 e per il Bolzano il quasi identico 203/53 Mod. 1929.
Gli incrociatori prestarono servizio durante la seconda guerra mondiale, nella quale andarono entrambi perduti. Una torre binata di riserva venne utilizzata per armare la Batteria Luigi di Savoia, facente parte delle difese costiere della Piazza militare di Augusta ed operata dal personale della Milizia Marittima di Artiglieria durante la guerra.

## Tecnica
La bocca da fuoco aveva canna del tipo composito ed otturatore a vite interrotta tipo Welin. I due cannoni che equipaggiavano ogni torretta Mod. 1924 dei Trento erano installati su una culla unica, con gli assi centrali distanti 100 cm; questa soluzione consentiva un notevole risparmio di peso, ma le interferenze reciproche dei due cannoni ne aumentavano la dispersione dei colpi. Gli organi di elevazione e di puntamento erano attivati elettricamente, così come gli argani di sollevamento di munizioni ed i calcatoi. Per il caricamento delle bocche da fuoco la culla doveva essere portata ad un'elevazione di +15°.

## Munizionamento
Il munizionamento era del tipo separato, con cariche in sacchetto. Il proiettile perforante del primo tipo pesava 125,3 kg, poi sostituito da uno da 118 kg; la munizione ad alto esplosivo pesava invece 110,57 kg. Il cannone era progettato per una velocità alla volata di 905 m/s con il proietto perforante del 1924 e di 940 m/s per la granata HE. Per ridurre la dispersione dei colpi vennero ridotte la velocità a 840 m/s ed il peso della granata perforante.